# کیمبرلی ویلیامز-پیزلی
کیمبرلی ویلیامز-پِیزلی (به انگلیسی: Kimberly Williams-Paisley) (زاده ۱۴ سپتامبر ۱۹۷۱) کارگردان و بازیگر آمریکایی که بیشتر برای طنزهای تلویزیونی شبکهٔ ای‌بی‌سی مشهور است.
وی با خوانندهٔ سبک کانتری، برد پیزلی ازدواج کرده که حاصل ازدواجشان دو فرزند پسر است.
او همچنین در فیلم آلوین و سنجاب‌ها ۴، ما مارشال هستیم، ماجراهای کریسمس، ماجراهای کریسمس ۲، جنگ در خانه و تابستان هندی بازی کرده‌است.
در ایران بیشتر او را به خاطر بازی در مینی سریال «دهمین پادشاهی» در نقش «ویرجینیا» می‌شناسند.

## فیلم‌شناسی

### فیلم
| سال  | عنوان                                                                        | نقش                                    | یادداشت                                                            |
| ---- | ---------------------------------------------------------------------------- | -------------------------------------- | ------------------------------------------------------------------ |
| ۱۹۹۱ | قلب‌های بی‌باک (Wild Hearts)                                                   |                                        |                                                                    |
| ۱۹۹۱ | پدر عروس (Father of the Bride)                                               | آنی بَنکس (Annie Banks)                 |                                                                    |
| ۱۹۹۳ | ساموئل بکت به‌زودی می‌آید (Samuel Beckett Is Coming Soon)                      | کیم (Kim)                              |                                                                    |
| ۱۹۹۳ | تابستان هندی (Indian Summer)                                                 | گوئن دٌگِرتی (Gwen Daugherty)            |                                                                    |
| ۱۹۹۵ | خون‌سرد (Coldblooded)                                                         | جاسمین (Jasmine)                       |                                                                    |
| ۱۹۹۵ | پدر عروس ۲                                                                   | آنی بَنکس-مَکِنزی (Annie Banks-MacKenzie) |                                                                    |
| ۱۹۹۶ | جنگ در خانه (The War at Home)                                                | کرین کالیِر (Karen Collier)             |                                                                    |
| ۱۹۹۸ | خانهٔ امن (Safe House)                                                        | اَندی تِرَوِرز (Andi Travers)              |                                                                    |
| ۱۹۹۸ | فقط یک سکس بی ضرر (Just a Little Harmless Sex)                               | آلیسِن (Allison)                        |                                                                    |
| ۱۹۹۹ | اِلِفِنت جْوس (Elephant Juice)                                                   | دودی (Dodie)                           | عبارتی که بیشتر در قالب یک شوخی کلامی در زبان انگلیسی کاربرد دارد. |
| ۱۹۹۹ | سیمپاتیکو (Simpatico)                                                        | رُزی جوان (Young Rosie)                 |                                                                    |
| ۲۰۰۲ | ده داستان کوچک عاشقانه (Ten Tiny Love Stories)                               | پنج (Five)                             |                                                                    |
| ۲۰۰۳ | چگونه به یک قرار عاشقانه در کوئینز برویم (How to Go Out on a Date in Queens) | اِی‌می (Amy)                             | [ ۱ ]                                                              |
| ۲۰۰۴ | دزد هویت (Identity Theft)                                                    | میشل بِراوْن (Michelle Brown)            |                                                                    |
| ۲۰۰۵ | پورکو روسو (Porco Rosso)                                                     | فیو (Fio)                              | صدا بازیگر - دوبله دیزنی                                           |
| ۲۰۰۶ | سایه (Shade)                                                                 | لورا پارکر (Laura Parker)              | یک فیلم کوتاه؛ همچنین نویسنده، تهیه کننده و کارگردان               |
| ۲۰۰۶ | چگونه کِرم‌های سرخ شده را بخوریم (How to Eat Fried Worms)                      | هِلن فارِستِر (Helen Forrester)           |                                                                    |
| ۲۰۰۶ | ما مارشال هستیم (We Are Marshall)                                            | سندی لِنگِیل (Sandy Lengyel)             |                                                                    |
| ۲۰۰۸ | ئِدِن کورت (Eden Court)                                                        | بانی دانکِن (Bonnie Duncan)             | فیلمی بریتانیایی به کارگردانی پل بمبه.                             |
| ۲۰۱۴ | هر آنچه خواهی از من بپرس (Ask Me Anything)                                   | مارگارت اِسپونِر (Margaret Spooner)      |                                                                    |
| ۲۰۱۵ | آلوین و سمورچه‌ها: جادهٔ چیپ (Alvin and the Chipmunks: The Road Chip)          | سامانتا (Samantha)                     |                                                                    |
| ۲۰۱۷ | سخنرانی و مذاکره (Speech & Debate)                                           | سوزان مَرِیْک (Susan Merrick)             |                                                                    |
| ۲۰۱۷ | تو درکم می‌کنی (You Get Me)                                                   | خانم هانسِن (Mrs. Hanson)               |                                                                    |
| ۲۰۱۸ | ماجراهای کریسمس (The Christmas Chronicles)                                   | کِلر پیِرْس (Claire Pierce)               |                                                                    |
| ۲۰۲۰ | قلب سرکش (The Violent Heart)                                                 | هِلن (Helen)                            |                                                                    |
| ۲۰۲۰ | پدر عروس ۳                                                                   | آنی بنکس-مکنزی (Annie Banks-MacKenzie) | فیلم کوتاه                                                         |
| ۲۰۲۰ | ماجراهای کریسمس ۲                                                            | کِلر پیِرْس (Claire Pierce)               |                                                                    |
| ۲۰۲۳ | سگ گمشده (Dog Gone)                                                          | جینی مارشال (Ginny Marshall)           |                                                                    |
| ۲۰۲۳ | انقلاب عیسی (Jesus Revolution)                                               | شارلین (Charlene)                      |                                                                    |

### تلویزیون
| سال       | عنوان                                                                  | نقش                                            | یادداشت                                          |
| --------- | ---------------------------------------------------------------------- | ---------------------------------------------- | ------------------------------------------------ |
| ۱۹۹۰      | ای‌بی‌سی‌ ویژه بعد از مدرسه (ABC Afterschool Special)                     | وِنِسا (Vanessa)                                 | قسمت: برپا! (!Stood Up)                          |
| ۱۹۹۴      | قصه‌هایی از سردابه (Tales from the Crypt)                               | هایلی زِلِر (Hiley Zeller)                       | قسمت: رشوه (The Bribe)                           |
| ۱۹۹۶      | زنان جِیک (Jake's Women)                                                | مولی (Molly)                                   | نمایش تئاتر                                      |
| ۱۹۹۶      | نسبیت (Relativity)                                                     | ایزابل لوکِنْز (Isabel Lukens)                   | شخصیت دوره‌ای در یک سریال منظم (۱۷ قسمت)          |
| ۲۰۰۰      | دهمین پادشاهی (The 10th Kingdom)                                       | ویرجینیا لوئیس (Virginia Lewis)                | مینی سریال                                       |
| ۲۰۰۱      | به سویِ خانه، زیر پرتوی ستارگان (Follow the Stars Home)                 | دایان پارکر- مک کیون (Dianne Parker- McCune)   | تله فیلم (Hallmark Hall of Fame)                 |
| ۲۰۰۱-۲۰۰۹ | به گفتهٔ جیم (According to Jim)                                         | دانا (Dana)                                    | سریال منظم (۱۶۵ قسمت) همچنین کارگردان ۳ قسمت     |
| ۲۰۰۲      | کفش‌های کریسمس (The Christmas Shoes)                                    | مگی الیزابت اندروز (Maggie Elizabeth Andrews)  | تله فیلم (شبکه CBS)                              |
| ۲۰۰۳      | ۷ خوش شانس (Lucky 7)                                                   | اِی‌می مایِر (Amy Myer)                           | تله فیلم (تهیه کنندهٔ مشترک)                      |
| ۲۰۰۴      | دزد هویت: داستان میشل براون (Identity Theft: The Michelle Brown Story) | میشل بِراوْن (Michelle Brown)                    | تله فیلم (لایف‌تایم) تهیه کنندهٔ مشترک             |
| ۲۰۰۴      | جورج لوپز (George Lopez)                                               | وِنسا بروکس (Vanessa Brooks)                    | قسمت: "E.I.? E.I. OH"                            |
| ۲۰۰۵      | نه‌چندان کامل (Less than Perfect)                                       | لورا (Laura)                                   | قسمت: بزن به چاک (Get Away)                      |
| ۲۰۰۸      | حیوانات خانگی شگفت انگیز! (!Wonder Pets)                               | مادر آرمادیلو (صدا) (Mama Armadillo)           | قسمت: آرمادیلو را نجات دهید (Save the Armadillo) |
| ۲۰۰۸      | بوستون لیگال (Boston Legal)                                            | وکیل مدافع الیزا بروکس (Attorney Elisa Brooks) | قسمت: آخرین تماس                                 |
| ۲۰۱۰      | آمیش گِریس (Amish Grace)                                                | آیدا گِرابِر (Ida Graber)                        | تله فیلم (لایف‌تایم)                              |
| ۲۰۱۲      | دردسرهای عظیم (Royal Pains)                                            | سَم چارد (Sam Chard)                            | قسمت: کسب و کار و لذت                            |
| ۲۰۱۲-۲۰۱۳ | نشویل (Nashville)                                                      | پِگی کَنتر (Peggy Kenter)                        | شخصیت دوره‌ای (۲۲ قسمت)                           |
| ۲۰۱۴      | دو مرد و نصفی (Two and a Half Men)                                     | گِرِچِن (Gretchen)                                | شخصیت دوره‌ای (۶ قسمت)                            |
| ۲۰۱۷      | دَرّو و دَرّو (Darrow and Darrow)                                          | کلر دَرو (Claire Darrow)                        | تله فیلم (Hallmark Movies & Mysteries)           |
| ۲۰۱۷      | قطار کریسمس (The Christmas Train)                                      | اِلِنور کارتر (Eleanor Carter)                   | تله فیلم (Hallmark Hall of Fame)                 |
| ۲۰۱۸      | دَرّو و دَرّو ۲                                                            | کلر دَرو (Claire Darrow)                        | تله فیلم                                         |
| ۲۰۱۸      | دَرّو و دَرّو: مجموعه شواهد (Darrow & Darrow: Body of Evidence)            | کلر دَرو (Claire Darrow)                        | تله فیلم                                         |
| ۲۰۱۹      | تارهای قلب دالی پارتِن (Dolly Parton's Heartstrings)                    | اِمیلی (Emily)                                  | قسمت: جولین (Jolene)                             |
| ۲۰۱۹      | فلش (The Flash)                                                        | رنی اَدلر (Renee Adler)                         | ۲ قسمت                                           |
| ۲۰۱۹      | شاهد قتل (Witness to Murder)                                           | کِلر دَرو (Claire Darrow)                        | فیلم شبکه هالمارک (Hallmark Movie)               |
| ۲۰۲۰      | سرود کریسمس یک نشویل (A Nashville Christmas Carol)                     | روح هدیه کریسمس                                | فیلم شبکه هالمارک (Hallmark Movie)               |
| ۲۰۲۱      | تعویض خواهر: تعطیلات در زادگاه (Sister Swap: A Hometown Holiday)       | جنیفر (Jennifer)                               | فیلم شبکه هالمارک (Hallmark Movie)               |
| ۲۰۲۱      | تعویض خواهر: کریسمس در شهر (Sister Swap: Christmas in the City)        | جنیفر (Jennifer)                               | فیلم شبکه هالمارک (Hallmark Movie)               |

### به عنوان تهیه کننده، نویسنده ویا کارگردان
| سال       | عنوان                                                                  | یادداشت                            |
| --------- | ---------------------------------------------------------------------- | ---------------------------------- |
| ۲۰۰۳      | ۷ خوش شانس (Lucky 7)                                                   | تهیه کنندهٔ مشترک (Co-producer)     |
| ۲۰۰۴      | دزد هویت: داستان میشل براون (Identity Theft: The Michelle Brown Story) | تهیه کنندهٔ مشترک و بازیگر نقش اصلی |
| ۲۰۰۶      | سایه (Shade)                                                           | تهیه کننده، نویسنده و کارگردان     |
| ۲۰۰۶-۲۰۰۸ | به گفتهٔ جیم (According to Jim)                                         | کارگردان ۳ قسمت                    |
| ۲۰۰۷      | شمارهٔ دو (Number Two)                                                  | نویسنده و کارگردان                 |
| ۲۰۱۰      | در غیابِ مادر (When Mom's Away)                                         | تهیه کنندهٔ اجرایی                  |

## جوایز
| سال  | اثر نامزد شده                  | جایزه                                          | رده                                              | نتیجه    |
| ---- | ------------------------------ | ---------------------------------------------- | ------------------------------------------------ | -------- |
| ۱۹۹۲ | پدر عروس (Father of the Bride) | جویزه سینمایی و تلویزیونی ام‌تی‌وی               | بهترین عملکرد شایسته در ایفای نقش                | نامزدشده |
| ۱۹۹۶ | نسبیت (Relativity)             | جایزه ستلایت                                   | بهترین بازیگر زن – برای سریال تلویزیونی درام     | نامزدشده |
| ۲۰۰۶ | سایه (Shade)                   | جشنواره فیلم هارتلند (Heartland Film Festival) | جایزه قلب بلورین برای بهترین فیلم کوتاه دراماتیک | برنده    |
| ۲۰۰۶ | سایه (Shade)                   | جشنواره فیلم هارتلند (Heartland Film Festival) | جایزه ویژن برای بهترین فیلم کوتاه                | برنده    |
| ۲۰۰۶ | سایه (Shade)                   | جشنواره بین المللی فیلم سدونا                  | بهترین بازیگری و کارگردانی                       | برنده    |